# Loom (Imagine Dragons)
Loom è il settimo album in studio del gruppo musicale statunitense Imagine Dragons, pubblicato il 28 giugno 2024 dalla Interscope Records.

## Accoglienza
| Recensione    | Giudizio |
| ------------- | -------- |
| AllMusic      |          |
| Clash         | 6/10     |
| Louder        |          |
| Rolling Stone |          |

Loom ha ottenuto recensioni miste da parte della critica specializzata. Su Metacritic, sito che assegna un punteggio normalizzato su 100 in base a critiche selezionate, l'album ha ottenuto un punteggio medio di 67 basato su quattro recensioni.

## Tracce
1. Wake Up
2. Nice to Meet You
3. Eyes Closed
4. Take Me to the Beach
5. In Your Corner
6. Gods Don't Pray
7. Don't Forget Me
8. Kid
9. Fire in These Hills

Traccia bonus nell'edizione deluxe
1. Eyes Closed (feat. J Balvin)

## Classifiche
| Classifica (2024)                | Posizione massima |
| -------------------------------- | ----------------- |
| Australia                        | 17                |
| Austria                          | 3                 |
| Belgio (Fiandre)                 | 6                 |
| Belgio (Vallonia)                | 1                 |
| Canada                           | 23                |
| Finlandia                        | 19                |
| Francia                          | 1                 |
| Germania                         | 2                 |
| Irlanda                          | 62                |
| Italia                           | 9                 |
| Norvegia                         | 14                |
| Nuova Zelanda                    | 12                |
| Paesi Bassi                      | 3                 |
| Polonia                          | 4                 |
| Portogallo                       | 18                |
| Regno Unito                      | 5                 |
| Spagna                           | 4                 |
| Svezia                           | 18                |
| Svizzera                         | 1                 |
| Stati Uniti                      | 22                |
| Stati Uniti (rock & alternative) | 6                 |

### Classifiche di fine anno
| Classifica (2024) | Posizione |
| ----------------- | --------- |
| Francia           | 66        |
| Portogallo        | 195       |
| Svizzera          | 61        |